# Италијански бојни брод Данте Алигијери
Данте Алигијери (итал. Dante Alighieri) је био италијански бојни брод и први дреднот италијанске морнарице. Био је једини брод у својој класи. Поринут је у бродоградилишту Кастеламаре ди Стабија 1910. године.
Такође, био је први бојни брод на свету са троструким топовима на кулама. То је била веома добра и успешна јединица, са добрим карактеристикама, али са слабом заштитом.
Брод је отписан и исечен 1928.